# 利尔·乌兹·弗特
赛梅尔·比西尔·伍兹（英語：Symere Bysil Woods；1995年7月31日—），艺名利尔·乌兹·弗特（Lil Uzi Vert；又称小乌兹），美国饶舌歌手、歌手与词曲作家。 
利尔·乌兹·弗特在費城出生并长大，在商业混音带《Luv Is Rage》（发布于2015年）发布后获得了最初的认可，该作使他与大西洋唱片公司达成唱片合约，签约了DJ德拉马的Generation Now厂牌。随后他在2016年首支单曲“Money Longer”发布后吸引了大众关注，该单曲曾登至Billboard百强单曲榜第54名，后获得双白金认证。这首歌成为了后续混音带《Lil Uzi Vert vs. the World》 （发布于2016年）的主打歌，该作首发便登至Billboard二百强专辑榜第37名，并且还收录了歌曲“You Was Right”，该曲曾登至公告牌百强单曲榜第40名。在2016年和2017年，利尔·乌兹·弗特又发布了两张混音带，其中一张与古驰·马恩合作，之后他又在Migos曾登至百强单曲榜榜首的单曲“Bad and Boujee”客串献唱，再后来其单曲“XO Tour Llif3”成为了他首支百强单曲榜排名前十的单曲，最高位列第7。 
利尔·乌兹·弗特的首张录音室专辑《Luv Is Rage 2》于2017年发行，以歌曲“XO Tour Llif3”为主打歌，该专辑首发便登至公告牌二百强专辑榜榜首，获得了美国唱片协会的白金认证。这张专辑还收录了单曲“The Way Life Goes”和“Sauce it Up”。获得了两项格莱美奖提名。2020年3月6日，利尔·乌兹·弗特的第二张录音室专辑《Eternal Atake》无预警发布。《Eternal Atake》发布一周后，利尔·乌兹·弗特发布了他2016年混音带《Lil Uzi Vert vs. World》的后续作品，名为《Lil Uzi Vert vs. World 2》，作为《Eternal Atake》的后半部分。

## 早年生活
利尔·乌兹·弗特于1995年7月31日出生于美国宾夕法尼亚州费城。他在费城的弗朗西斯维尔社区长大。从小他就对音乐产生了浓厚的兴趣。乌兹在青少年时期受到了Marilyn Manson、Kanye West和Pharrell Williams等艺术家的影响，这些影响后来在他的音乐风格中得到了体现。
17岁时，乌兹退学并在一家Bottom Dollar商店工作，但四天后就辞去了这份工作，被他的母亲赶出了家门。这种情况导致乌兹纹上了他们的第一个面部纹身，在他们的发际线下纹上了“信仰”这个词，这也让他开始认真对待自己的说唱事业。

## 音乐生涯

### 生涯起步（2010-2015）
乌兹在2010年时开始尝试说唱，并与朋友组建了一个名为Steaktown的团体。名称为“Sealab Vertical”。他们后来将这个名字改为Lil Uzi Vert，灵感来自于有人将他们的说唱“flow”描述为“Fast， like a machine gun”的方式。
2014年1月9日，Lil Uzi Vert发布了他的首张EP《Purple Thoughtz Vol. 1》，并与单曲“White Shit”一起发行。这张EP展示了他独特的音乐风格，融合了嘻哈、摇滚和电子音乐元素，吸引了一些地下音乐爱好者的注意。于2017年在嘻哈圈子里走红。8月5日，他的首张混音带《The Real Uzi》发行，后不久，Lil Uzi Vert就通过帮他传播歌曲的DJ Drama、Don Cannon与大西洋唱片签署了录音合约。
在他们与大西洋唱片签约后，Lil Uzi Vert与Rich the Kid和 ASAP Ferg 一起出现在 Carnage 的单曲“WDYW”中。他们还在SoundCloud上发布了几首歌曲，包括Metro Boomin制作的《No Wait》、与Lil Durk合作的《Pressure》和《Dej Loaf》。8月，Lil Uzi Vert出现在Fall Out Boy和Wiz Khalifa的“Boys of Zummer”巡回演唱会中。
2015年10月20日，Lil Uzi Vert发布了他的第二张混音带《Luv Is Rage》，这张混音带不仅巩固了他的音乐风格，还为他赢得了更多的关注。其中的单曲《Money Longer》和《You Was Right》使他在嘻哈界崭露头角。他被HotNewHipHop进一步称为“2015年突破艺术家”（“breakout artist of 2015”）。

### 2016:突破年

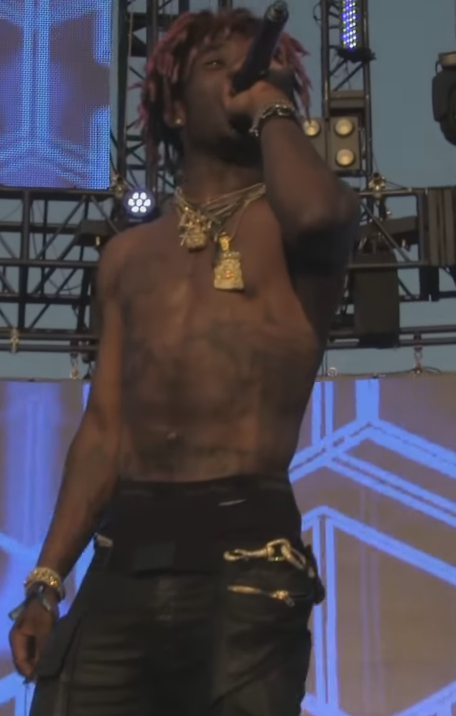
Lil Uzi Vert在Hard音乐节上表演，2016年7月31日

2016年1月，Lil Uzi Vert邀请出现在纽约市的ASAP Mob演唱会中，以此纪念已故的ASAP Yams。2月，在Shade 45的电台首秀后，Lil Uzi Vert在SoundCloud上发行了单曲《Money Longer》。4月15日，Lil Uzi Vert发行了他们的第三张混音带和第一张商业混音带《Lil Uzi Vert vs. the World》。这张混音带在美国公告牌200强专辑榜排行榜上排名第37位，停留了55周，最终获得美国唱片业协会（RIAA）的白金认证，成为Lil Uzi Vert首次登上告示牌排行榜的作品。6月5日至6月30日，与柯达·布莱克举办“Parental Advisory Tour”（家长咨询）全美联合巡回演唱会。
7月12日，Lil Uzi Vert发行了他的第四张混音带《The Perfect LUV Tape》。该专辑于他的22岁生日的7月31日发行。混音带收录了单曲《Seven Million》。这张混音带在Billboard 200专辑排行榜上排名第55位，并被RIAA认证为金奖。11月23日，Lil Uzi Vert与古驰·马恩（Gucci Mane）的合作混音带《1017 vs. the World》发行。

### 2017-2024:主流成功

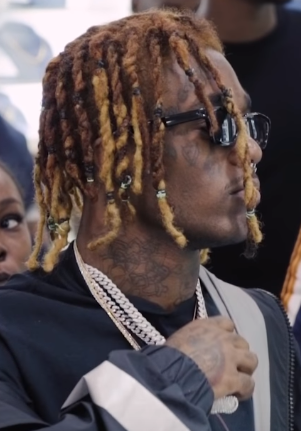
Lil Uzi Vert，2018年

2017年2月27日，利尔·乌兹·弗特的首张录音室专辑《Luv Is Rage 2》发行，以歌曲“XO Tour Llif3”为主打歌，在SoundCloud上大受欢迎，该专辑首发便登至美国公告牌二百强专辑榜榜首，获得了白金认证。专辑等效数量为135,000张。还收录了单曲“The Way Life Goes”和“Sauce it Up”。获得了两项格莱美奖提名。
2018年，Lil Uzi Vert透露他的厂牌老板DJ Drama和Don Cannon阻止他发布新音乐。1月28日，Lil Uzi Vert获得第六十屇格莱美奖最佳新人提名，并凭借《Bad and Boujee》提名最佳说唱歌手。5月3日，他与Travis Scott和Kanye West合作发行了单曲《Watch》。7月10日，Lil Uzi Vert与同说唱歌手的Juice WRLD合作制作的单曲《Wasted》发行。9月18日，他发布了个人单曲《New Patek》。
2019年4月，在唱片公司与Generation Now出现问题后，Lil Uzi Vert宣布现已与Roc Nation唱片公司签约。12月13日，Lil Uzi Vert发行了一首名为《Futsal Shuffle 2020》的新单曲，这是《Eternal Atake》的主打单曲。
2020年3月6日，Lil Uzi Vert第二张录音室专辑《Eternal Atake》发布，这张专辑在发布后大受欢迎，首周销量达到288,000张，并且所有18首曲目都进入了Billboard Hot 100榜单2。紧接着，他发布了《Lil Uzi Vert vs. The World 2》，作为《Eternal Atake》的豪华版。11月13日，发行与Future合作的专辑《Pluto x Baby Pluto》，首周销量105,000张，获得Billboard 200排行榜亚军。
2023年，Lil Uzi Vert发布了第三张录音室专辑《Pink Tape》，这张专辑再次在公告牌200强专辑榜上夺冠，并包含了热门单曲《Just Wanna Rock》。12月27日，发行单曲《Red Moon》，该单曲采样了Drake的《7969 Santa》和Cafuné的《Tek It》。这首歌融合了trap和drum-and-bass的元素，歌词主要讲述了心碎和变化。
2024年，Lil Uzi Vert发布了他的第四张录音室专辑《Eternal Atake 2》。该专辑以5万9千张的首周销量获得公告牌二百强专辑榜季军。

## 音乐风格
Lil Uzi Vert的音乐风格非常多样化，融合了多种元素。他的音乐主要属于嘻哈音乐和陷阱音乐（trap），但他也被认为是情感说唱的早期代表之一。他的音乐特点包括旋律化的说唱和云说唱的制作风格。此外，Lil Uzi Vert的音乐深受摇滚和流行朋克的影响。他曾多次提到玛丽莲·曼森是他最大的灵感来源之一。这种多样化的风格使他的音乐在当代陷阱音乐场景中独树一帜。

## 不和

### DJ Drama
Lil Uzi Vert与Generation Now厂牌的拥有者Don Cannon和DJ Drama之间长期存在矛盾。Lil Uzi Vert曾因专辑《Luv Is Rage 2》的延迟发布而侮辱他们，并建议人们不要与Generation Now签约，还称DJ Drama为“老家伙”。

### Reese LaFlare和OG Maco
2016年4月29日，亚特兰大说唱歌手OG Maco在社交媒体上大发雷霆，声称自己为Lil Uzi Vert铺平了道路，并指责Lil Uzi Vert“偷了他的风格”。虽然Maco表示两人之间没有问题，但Lil Uzi Vert对Maco提到的另一位亚特兰大说唱歌手Reese LaFlare感到不满。8月，Lil Uzi Vert在Day N Night音乐节上试图袭击LaFlare，但被保安阻止。9月，Maco和Lil Uzi Vert解决了他们的矛盾。2018年1月，Lil Uzi Vert打了LaFlare一拳，并在推特上炫耀，但随后删除了推文。

### Rich the Kid
2018年初，Lil Uzi Vert在推特上表示对DJ Drama的厂牌Generation Now不满。说唱歌手Rich the Kid回应称，如果Lil Uzi Vert签约他的厂牌Rich Forever Music，就不会有这个问题。Lil Uzi Vert回应说不会为2万美元签约，暗示这个金额不够。随后，两人在社交媒体上互相攻击。2018年3月，Rich the Kid发布了一首针对Lil Uzi Vert的diss曲《Dead Friends》。6月，两人在星巴克发生冲突，Lil Uzi Vert试图袭击Rich，但被保安阻止。

## 争议

### 家庭暴力指控
2021年，Lil Uzi Vert被指控袭击前女友Brittany Byrd，并用枪威胁她。最终，他们对袭击指控不认罪，但接受了三年的缓刑、一年的心理健康和药物滥用治疗、52周的家庭暴力辅导、赔偿以及十年的刑事保护令。

### 撒旦主义指控
Lil Uzi Vert曾被指控为撒旦崇拜者，最初是由说唱歌手Daylyt指控的，他声称Lil Uzi Vert崇拜撒旦。还有人指出，快速说“Lil Uzi Vert”听起来像“Lucifer”。2018年7月，Lil Uzi Vert告诉一群粉丝，他们将和他一起“下地狱”。2017年8月，Lil Uzi Vert在社交媒体上添加了撒旦的图像，并说了一些通常与撒旦崇拜相关的短语，如“666”，从而引起了争议。Lil Uzi Vert曾一度在社交媒体上宣传撒旦崇拜，导致他们的唱片公司收回了他的Instagram访问权限。2023年3月，Lil Uzi Vert表示，他提到撒旦的言论是比喻性的，而不是字面的，他并不相信撒旦的存在。

## 唱片

### 录音室专辑
- 《Luv Is Rage 2》(2017年)
- 《Eternal Atake》(2020年)
- 《Pink Tape》(2023年)

### 混音带
- 《The Real Uzi》(2014年)
- 《Luv Is Rage》(2015年)

- 《Lil Uzi Vert vs. the World》(2016年)
- 《The Perfect Luv Tape》(2016年)
- 《Lil Uzi Vert vs. the World 2》(2020年)

### 迷你專輯
- 《Luv Is Rage 1.5》(2017年)
- 《Red & White》(2022年)

### 合作專輯
- 《Pluto x Baby Pluto》(2020年)

## 获奖和提名
| 年份 | 大奖              | 获提名作品/人                  | 奖项                                     | 结果 | 参考   |
| ---- | ----------------- | ------------------------------ | ---------------------------------------- | ---- | ------ |
| 2017 | Billboard音乐奖   | 本人                           | 最佳新艺人 (Top New Artist)              | 提名 | [ 46 ] |
| 2017 | Billboard音乐奖   | 单曲"Bad and Boujee" (与Migos) | 最佳饶舌歌曲 (Top Rap Song)              | 提名 | [ 46 ] |
| 2017 | Billboard音乐奖   | 单曲"Bad and Boujee" (与Migos) | 最佳饶舌合作作品 (Top Rap Collaboration) | 提名 | [ 46 ] |
| 2017 | MTV音乐录影带大奖 | 单曲"Bad and Boujee" (与Migos) | 最佳嘻哈音乐视频 (Best Hip-Hop Video)    | 提名 | [ 47 ] |
| 2017 | MTV音乐录影带大奖 | 单曲"XO Tour Llif3"            | 夏季季度歌曲 (Song of the Summer)        | 獲獎 | [ 47 ] |
| 2018 | 格莱美奖          | 本人                           | 最佳新艺人                               | 提名 | [ 48 ] |
| 2018 | 格莱美奖          | 单曲"Bad and Boujee" (与Migos) | 最佳饶舌表演 (Best Rap Performance)      | 提名 | [ 48 ] |
| 2018 | iHeartRadio音乐奖 | 单曲"Bad and Boujee" (与Migos) | 年度嘻哈歌曲 (Hip-Hop Song of the Year)  | 提名 | [ 49 ] |
| 2018 | iHeartRadio音乐奖 | 本人                           | (最佳嘻哈新艺人) Best New Hip-Hop Artist | 提名 | [ 49 ] |
| 2018 | MTV音乐录影带大奖 | 本人                           | 最佳新艺人 (Best New Artist)             | 提名 | [ 50 ] |